# 菅野裕一朗
菅野 裕一朗（かんの ゆういちろう、 - 2022年〈令和4年〉10月26日）は、日本の薬学者（衛生化学・分子毒性学・薬物代謝学）。学位は博士（薬学）（東邦大学・2007年）。
独立行政法人日本学術振興会特別研究員、東邦大学薬学部講師、静岡県立大学薬学部講師などを歴任した。

## 概要
衛生化学、分子毒性学、薬物代謝学を専攻する薬学者である。化学物質の解毒や受容体型転写因子の分子機構の研究に取り組んでいた。日本学術振興会の特別研究員を経て、東邦大学や静岡県立大学で教鞭を執った。

## 来歴

### 生い立ち
同名の学校法人により設置・運営される東邦大学に進学し、薬学部の衛生薬学科にて学んだ。薬学部では公衆衛生学教室に在籍して卒業研究に取り組んだ。2002年（平成14年）3月、東邦大学を卒業した。それに伴い、学士の学位を取得した。同年、そのまま東邦大学の大学院に進学し、薬学研究科にて学んだ。2004年（平成16年）3月、大学院における博士前期課程を修了した。同年より博士後期課程にて学んだ。在学中に「核内レセプターConstitutive androstane receptorのシャトル機能に関する研究」と題した博士論文を執筆した。2007年（平成19年）3月に大学院における博士後期課程を修了したことに伴い、同年3月16日付で博士（薬学）の学位を取得した。

### 薬学者として
大学院在籍時、文部科学省の所管する独立行政法人である日本学術振興会により、2005年（平成17年）に特別研究員に選任された。2007年（平成19年）4月、母校である東邦大学に採用され、薬学部の講師に就任した。薬学部においては、主として薬学科の講義を担当し、公衆衛生学教室を受け持った。
2020年（令和2年）5月1日、県と同名の公立大学法人により設置・運営される静岡県立大学に転じ、薬学部の講師に就任した。薬学部においては、主として薬学科の講義を担当し、衛生分子毒性学分野を受け持った。また、静岡県立大学の大学院においても、薬学研究院の講師を兼務した。大学院には研究院・学府制が導入されていることから薬食生命科学総合学府の講義を担当し、衛生分子毒性学教室を受け持った。在職中のまま2022年（令和4年）10月26日に死去した。

## 研究
専門は薬学であり、特に衛生化学、分子毒性学、薬物代謝学といった分野を研究しており、化学物質の解毒や受容体型転写因子の分子機構の研究に従事した。具体的には、異物受容体が活性化する機構について研究していた。また、選択的核内受容体調節薬により核内受容体の活性を調節する機構についても研究していた。そのほか、芳香族炭化水素受容体について、その生理的な役割について研究していた。
東邦大学薬学部に在籍していた頃より内分泌攪乱物質や生体外異物の毒性の研究に関心を持ち、研究室は公衆衛生学教室を選択した。学部生の頃より薬学者の吉成浩一の論文を参考にしていたが、のちに吉成の主宰する研究室に講師として所属することになる。東邦大学大学院薬学研究科に在籍していた頃は、生体外異物などの解毒や生理機能攪乱による有害作用に受容体型転写因子が関与していることから、その分子機構について研究していた。
「異物応答に関与する転写因子の構造と機能に関する研究」が評価され、日本薬学会環境・衛生部会賞が授与された。
学術団体としては、日本薬学会、日本癌学会、日本生化学会、日本分子生物学会、日本毒性学会、日本薬物動態学会、などに所属していた。

## 略歴
- 2002年 - 東邦大学薬学部卒業[3][5]。
- 2004年 - 東邦大学大学院薬学研究科博士前期課程修了[5]。
- 2005年 - 日本学術振興会特別研究員[3]。
- 2007年 - 東邦大学大学院薬学研究科博士後期課程修了[5]。
- 2007年 - 東邦大学薬学部講師[3][4]。
- 2020年 - 静岡県立大学薬学部講師[2][4]。
- 2020年 - 静岡県立大学大学院薬学研究院講師。
- 2022年 - 死去[11]。

## 賞歴
- 2007年 - 日本薬学会環境・衛生部会賞[3][14]。

### 註釈
1. ↑  東邦大学薬学部衛生薬学科は、2006年4月より募集停止となった[6]。

## 関連人物
- 吉成浩一